# Сюзанн Риджуэй
Сю́занн Ри́джуэй (англ. Suzanne Ridgeway), настоящее имя — Айо́ни Ди А́ренс (англ. Ione D. Ahrens; 27 января 1918, Лос-Анджелес, Калифорния, США — 6 мая 1996, Бербанк, Калифорния, США) — американская актриса.

## Биография
Рождённая под именем Айони Ди Аренс, Сюзанн Риджуэй знакома современным зрителям как высокая, долговязая брюнетка в таких короткометражках The Three Stooges, как «Гам в гареме», «Упущенная удача» и «Весёлый микс». Она также появилась в фильме «Застава в Марокко» (1949). Всего сыграла 229 ролей в фильмах и телесериалах. Она появилась в трёх фильмах-лауреатах премии «Оскар» в номинации «Лучший фильм»: «Унесённые ветром» (1939), «Лучшие годы нашей жизни» (1946) и «Вокруг света за 80 дней» (1956).
Риджуэй умерла 6 мая 1996 года в Бербанке, Калифорния.

## Избранная фильмография
| Год  |   | Русское название                           | Оригинальное название                 | Роль                                              |
| ---- | - | ------------------------------------------ | ------------------------------------- | ------------------------------------------------- |
| 1939 | ф | Унесённые ветром                           | Gone with the Wind                    | Канканщица                                        |
| 1940 | ф | Бродвейская мелодия 40-х                   | Broadway Melody of 1940               | Танцовщица в ночном клубе / Хористка на репетиции |
| 1940 | ф | Незнакомец на третьем этаже                | Stranger on the Third Floor           | Клиентка в Никс                                   |
| 1941 | ф | Леди Ева                                   | The Lady Eve                          | Обедающая на корабле                              |
| 1941 | ф | Гражданин Кейн                             | Citizen Kane                          | Танцовщица                                        |
| 1942 | ф | Так хочет леди                             | The Lady Is Willing                   | Хористка                                          |
| 1942 | ф | Дорога в Марокко                           | Road to Morocco                       | Служанка                                          |
| 1944 | ф | Конспираторы                               | The Conspirators                      | Хозяйка казино                                    |
| 1946 | ф | Гильда                                     | Gilda                                 | Хозяйка ночного клуба                             |
| 1946 | ф | Глубокий сон                               | The Big Sleep                         | Хозяйка ночного клуба                             |
| 1946 | ф | Лучшие годы нашей жизни                    | The Best Years of Our Lives           | Девушка за столом со скалой                       |
| 1946 | ф | Эта прекрасная жизнь                       | It's a Wonderful Life                 | Официантка Ника                                   |
| 1947 | ф | Месье Верду                                | Monsieur Verdoux                      | Хозяйка ночного клуба                             |
| 1947 | ф | Одержимая                                  | Possessed                             | Хозяйка ночного клуба                             |
| 1948 | ф | Триумфальная арка                          | Arch of Triumph                       | Девушка в кафе на тротуаре                        |
| 1948 | ф | Идти преступным путём                      | Walk a Crooked Mile                   | Девушка в сцене убийства                          |
| 1948 | ф | Похождения дона Жуана                      | Adventures of Don Juan                | Член королевского суда                            |
| 1949 | ф | Крест-накрест                              | Criss Cross                           | Девушка в ночном клубе                            |
| 1949 | ф | Мечтаю о тебе                              | My Dream Is Yours                     | Девушка с сигаретой                               |
| 1949 | ф | Застава в Марокко                          | Outpost in Morocco                    | Хозяйка ночного клуба                             |
| 1950 | ф | Монтана                                    | Montana                               | Горожанка                                         |
| 1950 | ф | Зыбучий песок                              | Quicksand                             | Женщина в баре                                    |
| 1950 | ф | Загадочная улица                           | Mystery Street                        | Девушка в баре Грасс Скёрт                        |
| 1950 | ф | Рождённая быть плохой                      | Born to Be Bad                        | Член аудитории / Прохожая на улице                |
| 1950 | ф | Всё о Еве                                  | All About Eve                         | Гостья на Премии Сары Сиддонс                     |
| 1951 | ф | Четырнадцать часов                         | Fourteen Hours                        | Женщина в отеле                                   |
| 1951 | ф | Колыбельная Бродвея                        | Lullaby of Broadway                   | Гостья на вечеринке                               |
| 1951 | ф | Незнакомцы в поезде                        | Strangers on a Train                  | Свидетельница крушения карусели                   |
| 1951 | ф | Завтра будет новый день                    | Tomorrow Is Another Day               | «Дешёвая» танцовщица-брюнетка                     |
| 1951 | ф | Череп и кости                              | Double Crossbones                     | Девушка из таверны                                |
| 1951 | ф | Сила оружия                                | Force of Arms                         | Девушка у Маммы Миа                               |
| 1952 | ф | Эбботт и Костелло встречают капитана Кидда | Abbott and Costello Meet Captain Kidd | Красивая девушка в баре                           |
| 1953 | ф | Лили                                       | Lili                                  | Хозяйка карнавальной вечеринки                    |
| 1953 | ф | Город на дне моря                          | City Beneath the Sea                  | Посетительница бара                               |
| 1955 | ф | Принц игроков                              | Prince of Players                     | Зрительница                                       |
| 1955 | ф | Беззаконие                                 | Illegal                               | Гостья на вечеринке                               |
| 1955 | ф | Человек с золотой рукой                    | The Man with the Golden Arm           | Брюнетка в окне                                   |
| 1956 | ф | Серенада                                   | Serenade                              | Девушка в салоне                                  |
| 1956 | ф | За пределами разумного сомнения            | Beyond a Reasonable Doubt             | Хозяйка салона                                    |
| 1956 | с | Приключения Оззи и Харриет                 | The Adventures of Ozzie and Harriet   | Женщина с шимпанзе                                |
| 1956 | ф | Вокруг света за 80 дней                    | Around the World in 80 Days           | Девушка в салоне                                  |
| 1957 | с | Перри Мейсон                               | Perry Mason                           | Очевидец в зале суда                              |
| 1958 | ф | Отчаянный ковбой                           | Cowboy                                | Девушка Риз                                       |